# Grado Rømer
| Conversione da   | a                | Formula                          |
| ---------------- | ---------------- | -------------------------------- |
| grado Rømer      | grado Celsius    | °C = (°Rø − 7,5) × 40⁄21         |
| grado Celsius    | grado Rømer      | °Rø = 7,5 + °C × 21⁄40           |
| grado Rømer      | kelvin           | K = 273,15 + (°Rø − 7,5) × 40⁄21 |
| kelvin           | grado Rømer      | °Rø = 7,5 + (K − 273,15) × 21⁄40 |
| grado Rømer      | grado Fahrenheit | °F = 32 + (°Rø − 7,5) × 24⁄7     |
| grado Fahrenheit | grado Rømer      | °Rø = 7,5 + (°F − 32) × 7⁄24     |

La scala termometrica Rømer (o Roemer) è una scala di temperatura che prende il nome dall'astronomo danese Ole Christensen Rømer che l'ha proposta nel 1701. Le temperature espresse in questa scala vengono indicate come °Rø.
Tale scala oggi non è più in uso.

## Storia
La scala fu proposta nel 1701, lo stesso anno della pubblicazione della scala Newton e, come essa, era una scala di tipo calibrato.
Rømer partì per la formulazione di tale scala dagli studi compiuti da Galileo Galilei sul termoscopio tenendo in considerazione anche gli effetti della pressione atmosferica. Rømer realizzò un termometro (termoscopio dotato di scala calibrata) inserendo all'interno di un tubo di vetro sigillato e non sottoposto a pressione esterna una miscela di alcol e acqua sotto forma di vino. 
In questa scala, il punto fisso corrispondente a zero gradi è quello corrispondente al punto di congelamento della salamoia. All'altro punto fisso, il punto di ebollizione dell'acqua, fu invece assegnato il valore di 60 gradi. In base a questi punti fissi, secondo la scala Rømer il punto di congelamento dell'acqua corrisponde a 7,5 gradi °Rø. Da questo si evince inoltre che un grado Rømer corrisponde a 40/21 di gradi Celsius, ossia 1 °Rø = 1,9048 °C.
Gli studi di Rømer porteranno nel 1724 alla formulazione della scala Fahrenheit, come testimoniato dalla corrispondenza dello stesso Daniel Gabriel Fahrenheit, che moltiplicò per 4 ogni grado Rømer (per evitare temperature frazionarie) e definì in modo diverso i due punti fissi di riferimento.